# 谭克辉
谭克辉（1930年—2018年4月19日），男，江西都昌人，中国植物生理学家，中国科学院植物研究所研究员、植物生理研究室原主任。